# Шпатель

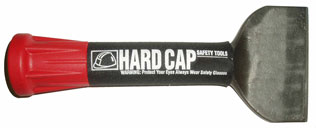
Строительный шпатель

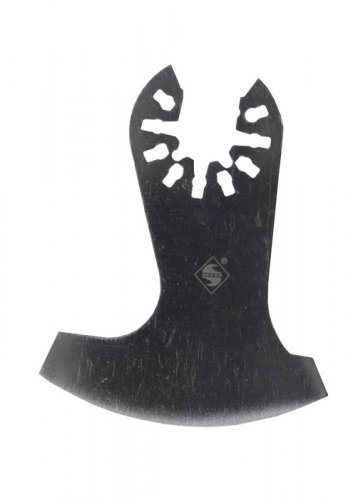
Шабер с незамкнутым посадочным кольцом для универсального резака

Шпа́тель (нем. Spatel — лопатка) — инструмент в виде пластины с ручкой, изготавливаемый из резины, дерева, пластмасс, стекла или стали.

## Сферы применения
Сферы использования:
- Строительство и отделочные работы:
  - очистка старой замазки, обоев, краски (такие шпатели называют также шаберами, и они могут быть как ручными, так и насадками для универсального резака, имеющими вместо ручки посадочное кольцо)[1];
  - нанесение и разравнивание шпатлёвки;
  - нанесение плиточного клея с требуемым периодическим профилем (зубчатый шпатель)[2].
- Живопись:
  - очистка палитры;
  - перемешивание красок;
  - грунтовка.
- Медицина и биология:
  - фиксация корня языка при осмотре глотки, гортани;
  - набирание веществ, снятие осадков с фильтров (в лабораторной практике);
  - распределение культур микроорганизмов по питательной среде для их выделения и/или идентификации. Осуществляется стеклянным микробиологическим шпателем. Микробиологический шпатель представляет собой изогнутую стеклянную палочку, образующую незамкнутую треугольную петлю. Название «шпатель» применяется для различения микробиологического шпателя от микробиологической петли.
- Кухонная утварь:
  - Глазировочный шпатель[англ.] — вид кулинарной лопатки.

## Лабораторное использование
В лабораториях шпатели и микрошпатели представляют собой небольшие приспособления из нержавеющей стали, используемые для соскабливания, переноса или нанесения порошков и пастообразных химикатов или обработок.

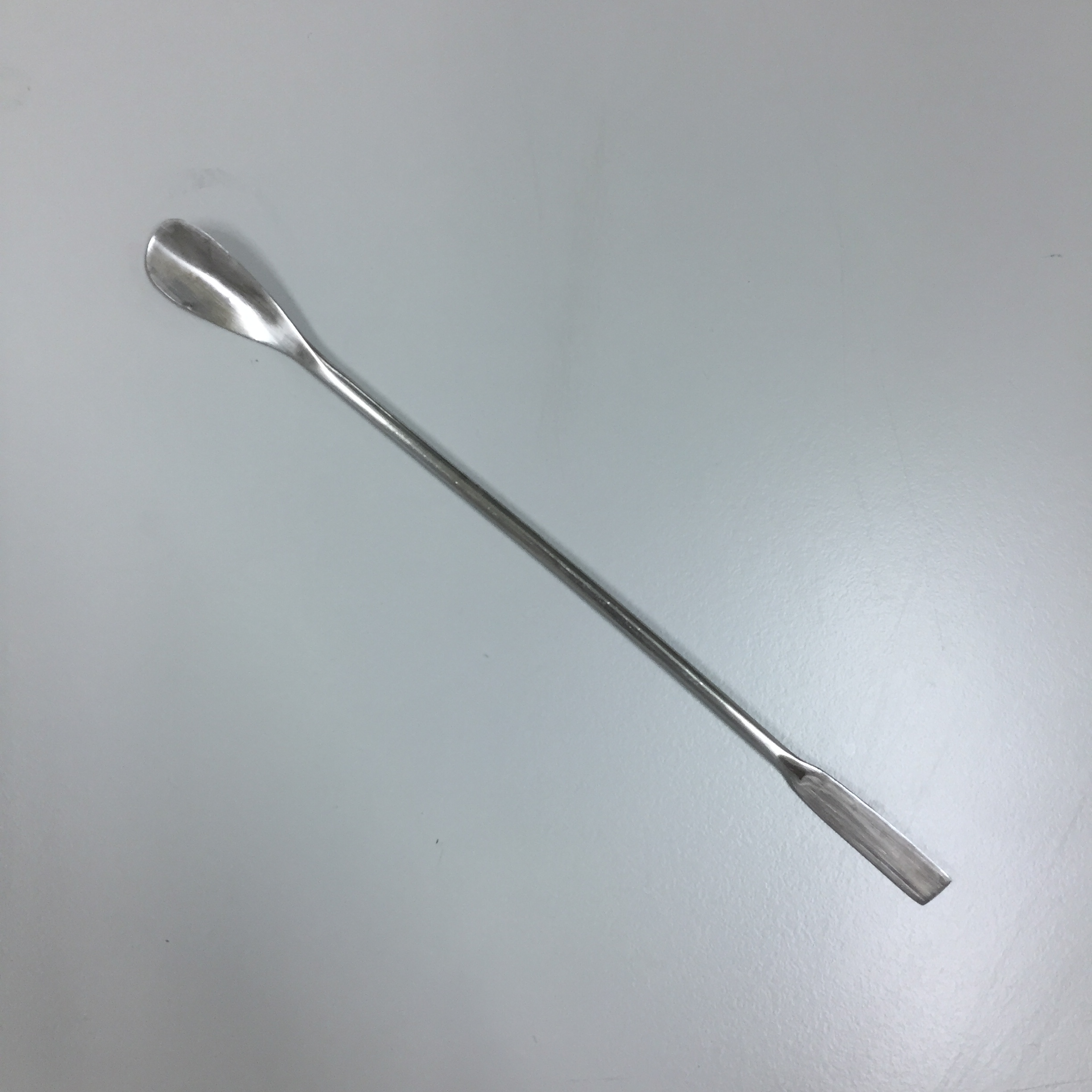
Лабораторный шпатель из нержавеющей стали
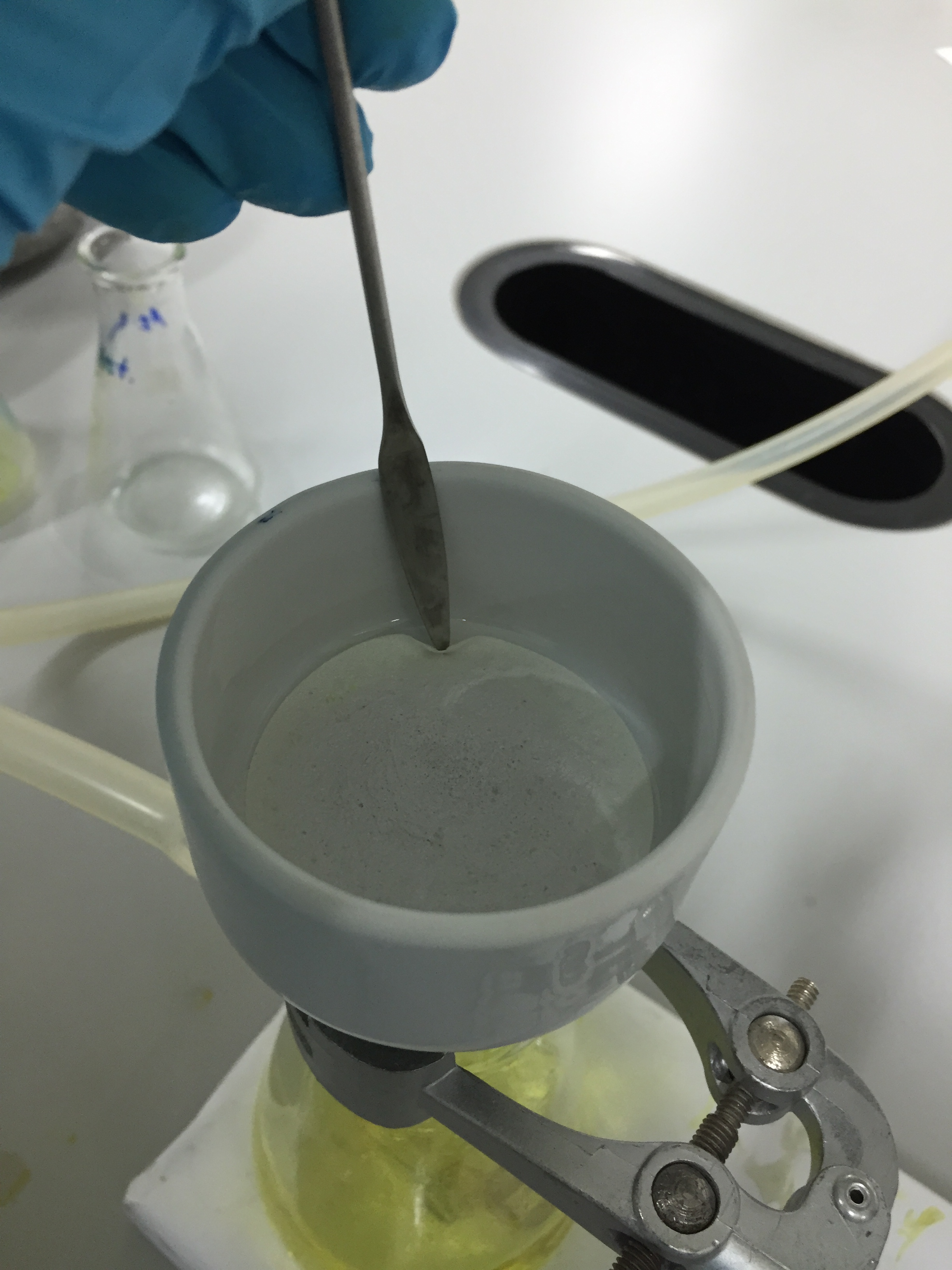
Одно из многих применений шпателя из нержавеющей стали: его можно использовать для облегчения удаления фильтровальной бумаги из вакуумной фильтрации